# Helmsdorf (Gerbstedt)

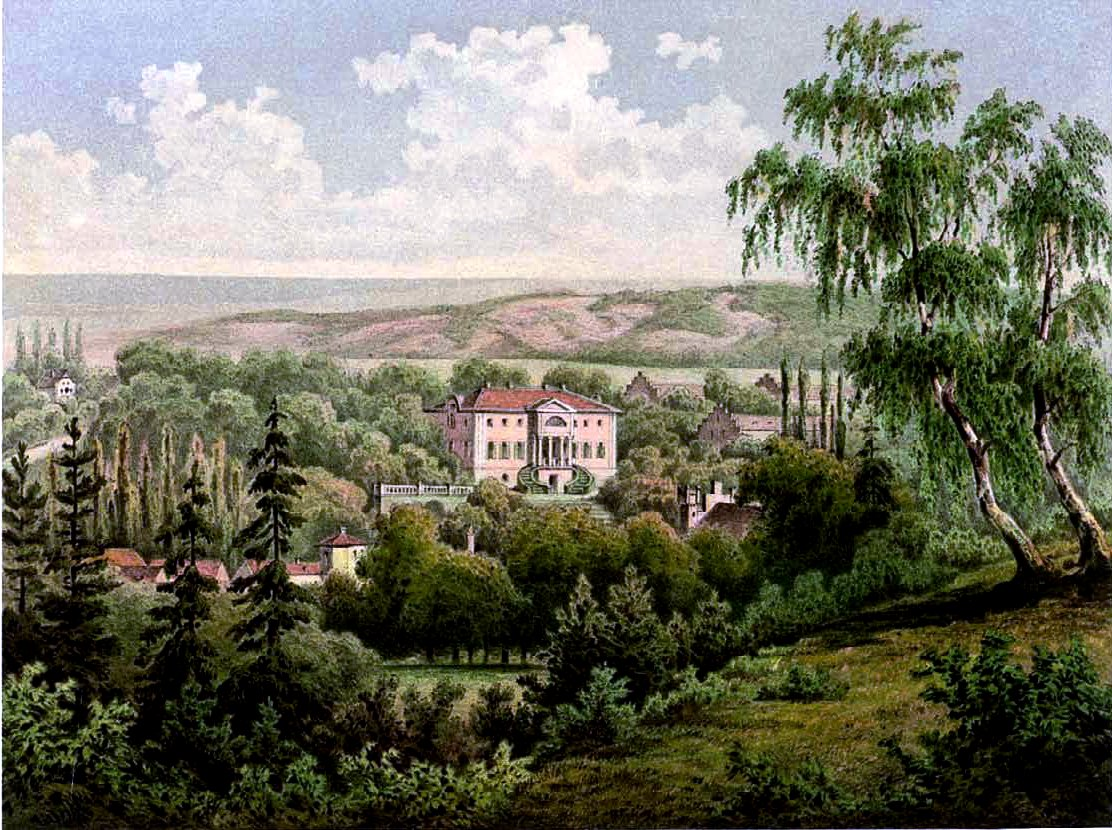
Schloss Helmsdorf um 1860, Sammlung Alexander Duncker

Helmsdorf ist ein Ortsteil der Ortschaft Heiligenthal und ein Dorf in der Stadtgemeinde Gerbstedt im Landkreis Mansfeld-Südharz in Sachsen-Anhalt, Deutschland.

## Geografie
Helmsdorf liegt am südexponierten Hang des Tals der aus Polleben kommenden Schlenze, ungefähr 3 Kilometer südlich von Gerbstedt. Das Tal der Schlenze hat sich hier in die flachwellige Landschaft der Mansfelder Platte eingetieft. Die Ränder des Tals sind abschnittsweise bewaldet, während auf der Hochfläche Äcker liegen.
Im Osten liegt der Hügel ist der Sehringberg. Westlich von Helmsdorf liegt die große Halde des einst Kupferschiefer abbauenden Otto-Brosowski-Schachts. An ihr vorbei fließt der aus Siersleben kommende Ristebach, der nicht weit entfernt in die Schlenze mündet.
Die Kleinstadt Hettstedt liegt ca. 9 km nordwestlich und die Mittelstadt Lutherstadt Eisleben ca. 10 km südwestlich.

## Geschichte
Die Landschaft um Helmsdorf ist schon lange besiedelt. Es sind mehrere archäologische Funde bekannt, so zum Beispiel ein Steinkreuz westlich vom Ort, einige Steinkistengräber am Sehringsberg und das bronzezeitliche Fürstengrab von Helmsdorf der Aunjetitzer Kultur.
Laut Cyriacus Spangenberg war Helmsdorf vor der Schlacht am Welfesholz um 1115 ein großes Dorf. In der ersten urkundlichen Erwähnung hieß es Helmerikesdorp, was so viel wie „Dorf des Helmerich“ bedeutet. Später wurde es ein Vorwerk der Grafen von Mansfeld-Hinterort.

## Gebäude
Das Schloss „Henriette“ in Helmsdorf wurde 1801–1805 vom späteren Landrat Wilhelm von Kerssenbrock erbaut und 1910 nach Entwurf des Architekten Paul Schultze-Naumburg ausgebaut. Es ist gegenwärtig unbewohnt, wird aber vom 2022 gegründeten Verein „Schloss Henriette-Helmsdorf“ betreut. 
Im angrenzenden Park steht eine dem Dichter Friedrich Gottlieb Klopstock gewidmete Linde.